# Émile Jahandiez
Émile Jahandiez  ( 1876 - 1938 ) fue un explorador, briólogo y pteridólogo francés.

## Algunas publicaciones
- 1908. Le Vieux gattilier de Carqueiranne Var détruit le 29 octobre 1908. 3 pp.
- 1912a. Note sur les plantes hygrométriques et reviviscentes. Ed. Impr. du Vare. 3 pp.
- 1912b. Essai de bibliographie mycologique varoise. Ed. Impr. du Vare. 3 pp.
- 1912c. Recherches sur la germination des graines de genévrier. Ed. Impr. de Mouton. 3 pp.
- 1913a. Souvenirs d'herborisation aux îles Canaries. La forêt de l'Agua Garcia. Ed. Impr. marseillaise. 4 pp.
- 1913b. Echium et statice arborescents des îles Canaries, leur culture en plein air en Provence. Ed. Impr. de Barlatier. 13 pp.
- 1914. Souvenirs des îles Canaries. Une herborisation dans un cratère. Ed. Impr. marseillaise. 8 pp.

### Libros
- 1911. Excursion aux gorges du Verdon et sur les limites des départements du Var, des Basses-Alpes et des Alpes-Maritimes, par É. Jahandiez & R. Mollandin de Boissy. - Recherches sur la germination des graines de genévrier. Ed. Impr. de T. Combe. 31 pp.
- Albert, A & É Jahandiez. 1908. Catalogue des plantes vasculaires qui croissent naturellement dans le département du Var. Ed. Librairie des Sciences naturelles Paul Klincksieck. [I]-XLIV, [1]-613 pp.
- 1912. Excursion botanique dans le canton de Comps et à la montagne de la Chens Var. Ed. Impr. du Vare. 30 pp.
- Jahandiez, É. 1929. Les îles d'Hyères : histoire, description, géologie, flore, faune. Ed. Rebufa & Rouard, Toulon. 447 pp. Reeditado 1999 ISBN 2-7348-0443-3
- Font Quer, P; É Jahandiez, R Maire, JA Battandier, L Ducellier, L Emberger. Catalogue des plantes du Maroc spermatophytes et ptéridophytes.
- Jahandiez, É; R Maire. 1934. Catalogue des plantes du Maroc Spermatophytes et Ptéridophytes. T. 3 Dicotylédones gamopétalees esice et Supplément aux vol. 1 et 2
- Jahandiez, É †, A Guillaumin, D Bois. 1947. Les Plantes grasses autres que les cactées. 2ª ed. revisada por A Guillaumin

## Honores

### Eponimia
Especies
- (Asteraceae) Andryala jahandiezii Maire 1927
- (Boraginaceae) Echium jahandiezii Sennen & Mauricio 1936
- (Crassulaceae) Sedum jahandiezii Batt. 1921
- (Ericaceae) Rhododendron jahandiezii H.Lév. 1914
- (Poaceae) Avenochloa jahandiezii  (Litard.) Holub 1962

- La abreviatura «Jahand.» se emplea para indicar a Émile Jahandiez como autoridad en la descripción y clasificación científica de los vegetales.[1]